# Rady Gramane
Rady Adosinda Gramane née le 11 novembre 1995 à Maputo, est une boxeuse mozambicaine .

## Biographie

### Carrière
Rady Gramane est médaillée d'argent dans la catégorie des moins de 75 kg aux Jeux africains de 2019 à Rabat, perdant en finale contre la Marocaine Khadija Mardi.
Elle représente avec Kevin Loforte la délégation mozambicaine lors de la cérémonie d'ouverture des Jeux olympiques d'été de 2020 à Tokyo.
Elle est médaillée de bronze dans la catégorie des moins de 75 kg aux Championnats du monde féminins de boxe amateur 2022 à Istanbul.
Elle remporte la médaille d'or dans la catégorie des moins de 75 kg aux Championnats d'Afrique de boxe amateur 2022 à Maputo, s'imposant en finale face à l'Algérienne Djouher Benan, ainsi qu'aux championnats d'Afrique de boxe amateur 2023 à Yaoundé.
Elle est médaillée de bronze dans la catégorie des moins de 75 kg aux Jeux africains de 2023 à Accra.